# Michel Dussault
Michel Joseph Dussault (* 8. Juli 1943 in Thetford Mines/Québec) ist ein kanadischer Pianist, Komponist und Musikpädagoge.

## Leben
Dussault hatte den ersten Klavierunterricht in Sherbrooke und bei Yvonne Hubert am Konservatorium von Montreal. Im Alter von dreizehn Jahren spielte er den ersten Satz von Beethovens Drittem Klavierkonzert mit dem Sherbrooke Symphony Orchestra unter Sylvio Lacharité und dem CBC Montreal Orchestra unter Wilfrid Pelletier. 1960 gewann er den Prix Archambault und ein Stipendium der Stiftung Amis de l'Art, im Folgejahr den Großen Preis des CBC Talent Festival. 1961–62 studierte er in Paris bei Vlado Perlemuter, darauf bis 1963 am Pariser Konservatorium bei Yvonne Lefébure.
Seit Ende der 1950er Jahre unternahm Dussault zahlreiche Konzerttourneen (u. a. der Jeunesses musicales of Canada, YMC) als Solist und als Klavierbegleiter von Musikern wie Max van Egmond, Milenko Stefanovic und Konstantin Kulka und trat mit Orchestern wie dem Boston Symphony Orchestra (1958), dem San Francisco Symphony Orchestra (1960), dem Cleveland Orchestra und dem Chicago Symphony Orchestra (1965) sowie dem Quebec Symphony Orchestra auf. 1964 gewann er den nationalen Wettbewerb der YMC, und von 1965 bis 1967 moderierte er im Fernsehprogramm der CBC die Sendung Jeunesse oblige.
1966 gründete Dussault das Musikprogramm am Sherbrooke Seminary. Ab 1969 unterrichtete er Klavier an der Université du Québec à Trois-Rivières, von 1973 bis 1975 am Conservatoire de Trois-Rivières. Als Gast unterrichtete er u. a. an der Juilliard School und an der Princeton University.
Für die LP Musique québécoise: Nos compositeurs nahm Dussault Rodolphe Mathieus Sonate und (mit dem Classical Quartet of Montreal) und Quintet auf. 1990 spielte er die CD Chopin méconnu ein. Sein eigenes kompositorisches Werk umfasst Klavierstücke und Kammermusik. Dussault ist der Bruder der Sopranistin Céline Dussault.